# TuRa 88 Duisburg
TuRa 88 Duisburg is een sportvereniging uit Neudorf, een stadsdeel van Duisburg, Noordrijn-Westfalen. De club is actief in onder andere voetbal, volleybal, turnen en gymnastiek maar is het meest bekend voor de afdeling trampolinespringen.

## Geschiedenis
De club werd op 11 november 1888 als Neudorfer TV 1888 opgericht. Nadat in 1909 13 voetballers van FC Borussia zich bij de club aansloten werd er ook begonnen met een voetbalsectie. In 1920 fuseerde de club met Rasensportverein 07 en nam zo de naam Turn- und Rasensportverein 88 (TuRV 88) aan. Na de Tweede Wereldoorlog werden alle Duitse voetbalclubs ontbonden, de club werd heropgericht onder de huidige naam TuRa 88. In 2006 fuseerde de club nog met DJK Adler Duisburg, maar behield zijn naam.

### Voetbal
De voetbalafdeling promoveerde in 1930 naar de hoogste klasse van de Nederrijncompetitie. De club werd laatste, maar degradeerde niet doordat de competitie werd uitgebreid. Het volgende seizoen eindigde enkel Grafschafter SV 1910 Moers onder de club en dit jaar degradeerde TuRV wel. Na de invoering van de Gauliga in 1933 belandde de club plots in de derde klasse, maar kon wel meteen promoveren, echter maar voor twee seizoenen. Lange tijd speelde de club in de lagere reeksen. In 2008 kon de club nog promoveren naar de Verbandsliga, maar is inmiddels weer teruggezakt naar de Bezirksliga.